# Monoacylglycérol lipase
La monoacylglycérol lipase (MAGL) est une hydrolase à sérine qui catalyse l'hydrolyse des monoglycérides (monoesters de glycérol) à acides gras à longue chaîne. Chez l'homme, c'est une protéine de 33 kDa codée par le gène MGLL,, situé sur le chromosome 3 ; elle contient la séquence Gly–Xaa–Ser–Xaa–Gly commune à la plupart des hydrolases à sérine. La triade catalytique a été identifiée avec les résidus Ser-122, His-269 et Asp-239,.